# Cerro Serke
Cerro Serke är ett berg i Bolivia.   Det ligger i departementet La Paz, i den västra delen av landet, 500 km väster om huvudstaden Sucre. Toppen på Cerro Serke är 4 600 meter över havet.
Terrängen runt Cerro Serke är huvudsakligen kuperad. Runt Cerro Serke är det mycket glesbefolkat, med 4 invånare per kvadratkilometer.. 
Omgivningarna runt Cerro Serke är i huvudsak ett öppet busklandskap.